# バッグス・バニー
バッグス・バニー（Bugs Bunny）は、ワーナー・ブラザースのアニメーション作品、ルーニー・テューンズに登場する架空のウサギで、アメリカの文化の象徴の一つとされる。ワーナー・ブラザースにおけるマスコットキャラクターでもある。
日本では当初、バックス・バニーと表記されていた時期がある。
1940年、テックス・アヴェリーの『野生のバニー』（原題：A Wild Hare）でデビュー（元になったキャラクターである『ハッピー・ラビット（Happy Rabbit）』の頃の時代を含めば1938年公開のベン・ハーダウェイとカル・ダートンの『ポーキーのウサギ狩り』（原題：Porky's Hare Hunt）まで遡る）。

## 経歴
彼の経歴は、1950年6月17日公開の『どったのセンセー?（What's Up Doc?）』で詳しく語られている。

切手

自分がウサギであるにもかかわらず何故か人間社会で生まれ、幼少期に玩具のピアノで音楽の才能を発揮し両親の教育でショービズの道を志し、ダンス学校にも通っていた。卒業後に舞台出演のオファーが殺到するが、デビューした頃の仕事はコーラスでのショーの案内役（いわゆる前説）ばかりだった。病気で倒れた主役の代役を務めるも不評に終わり、その責任を取る形でコーラスに再度降格されたことに嫌気がさして活動を休止。その後、同業者の俳優が多く失業するなどショービズ業界は不況を迎えるが、大スターのエルマー・ファッドのスカウトを受けて、彼の引き立て役として各地のショーを巡回。しかし彼に与えられた役はいずれもエルマーにいじられる役だったため、またもその待遇に嫌気がさし、ニューヨークでの公演中にバッグス曰く「芸風を変える」ためにアドリブでエルマーを打ち負かす。その直後エルマーに銃で脅され、苦し紛れに発した「どったのセンセー?」が観客に大受けし、一躍人気者になる。その後エルマーと共にワーナー・ブラザースにスカウトされ、現在に至る。また、1944年公開の『未来のバニー（The Old Grey Hare）や1980年に放送された『Portrait of the Artist as a Young Bunny』では、幼少期にエルマーに会っている描写がある。

## 性格・言動

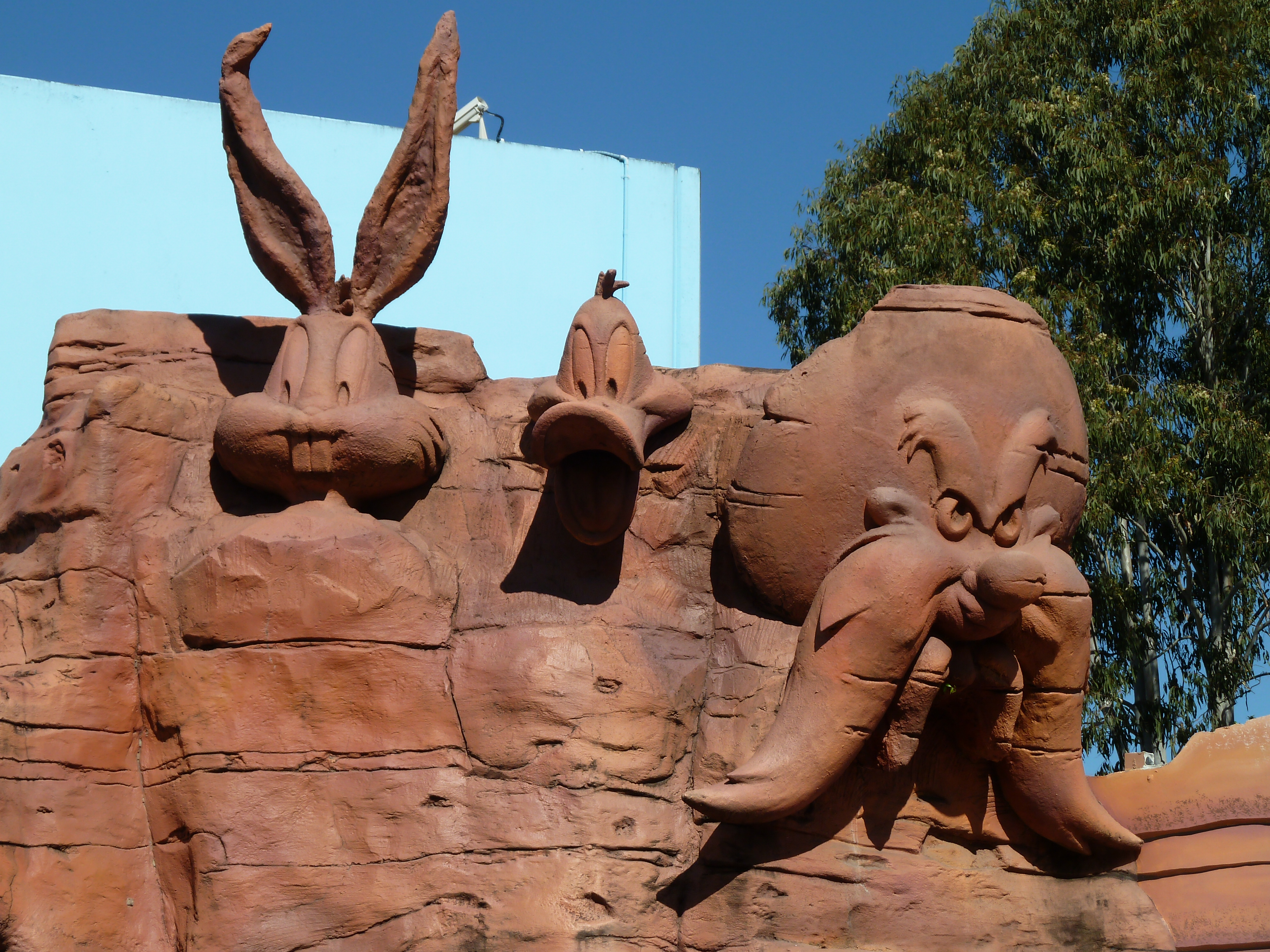
ワーナー・ブラザース・ムービーワールドのバッグス・バニーとダフィー・ダック、ヨセミテ・サム像

- 擬人化されたキャラクターで、灰色で長身。手には白い手袋をはめている（作品によっては黄色の手袋をはめていることがある[2]）。6本または4本の長い髭を生やしている。足が大きく人間のように二足歩行する（しかし初期は四足歩行で走ったりすることも多かった）。歌が上手く、音楽とニンジンが大好き。カフェイン中毒でもある。性格はクールで冷静だが大胆不敵で、猟師エルマー・ファッドや荒くれ者ヨセミテ・サムなどをからかう。また、相手が自分の存在に気がついた時にキスをするということも定番である。基本的に相手には容赦ないが、さすがに死にそうになるとやめようとしたり、『ルーニー・テューンズ・ショー』ではふとしたトラブルで海に落ちたポーキーを助けようとするなど優しい一面もある。
- 口癖は「What's up, Doc?」（高橋和枝版では「どったの?」、富山敬版では「どうかしたん?」もしくは「どうしたもんだろ」、山口勝平版では「どったの、センセー?」）で、しばしば視聴者に向かって投げかけられる。また、自分を追いやった相手に復讐（宣戦布告）する際に言う「Of course you realize, this means war.」（「当然の話、これは戦争だ」）も口癖。後述の方向音痴が災いして道に迷ってしまい別の場所に来てしまった時の口癖は、「I knew I should of taken that left turn at Albuquerque.」（「やっぱアルバカーキで左に曲がっとけば良かったんだ」）である。また、山口勝平版では、ざ行をだ行にして喋ることが多い（例：情けないぞ→情けないど）ほか、「さ」を「そ」にする癖もある（例：さいしょ（最初）→そいしょ）。
- 頭脳明晰でほとんどのことはこなす。読書家であり、家には漫画など様々な本が並べられている本棚を持っている。その一つに世界の動物が載っている図鑑を持っており、それでペンギンやタズマニアン・デビルの存在を知った。また、虫眼鏡で良く見なければ見えない文字も自身の肉眼で見えるほど視力が良い。
- 女装をして登場することもあり、映像作品における初期の女装の例として有名である[3]。
- 一人称は「僕」。『ロジャー・ラビット』では設定が異なっており、吹替版の一人称は「俺」で、初対面の対しての呼び方も「センセー」ではなく「大将」に変わっている。話し方もぶっきらぼうになっているが、字幕版での呼び方は「大将」に変わっておらず、話し方もぶっきらぼうになっていない。ただし、字幕版での一人称は吹替版と同じである。
- 一人暮らしで地面の穴に住んでおり、エピソードによっては穴の近くに自身の名前が書かれた郵便受けが置かれていることが多い。ベッドや先述した本棚等の家具が置いてあるなど部屋は人間と変わらない。『ルーニー・テューンズ・ショー』では、カリフォルニア郊外の一軒家（自宅）に住んでおり、ここで居候をしているダフィー・ダックと共同生活している。
- また、かなりの方向音痴であり、『オーレ!は闘牛ウサギ』（原題：Bully For Bugs、1953年）では、大ニンジン祭が開催されているコーアチェラ・バレーに行こうとして、ある闘牛場に来てしまったり、『南極の旅』（原題：Frigid Hare、1949年）や、『サハラでハラハラ』（原題：Sahara Hare）では、マイアミのビーチに行こうとして、サンオイルやサングラスなどを用意しておきながら、まったく別方向の南極（後者の場合は、サハラ砂漠）に来てしまったことまである。
- その行動と知能と運の良さで、前述のエルマーとサム以外にも様々な敵を圧倒している。バッグスが相手を一方的に粛清するパターンが多く、そのためマイナスに終わる話は実に数作品ほどしかない（その代表的な相手が、セシル・タートルである）。また、アニメのキャラクターでありながら、ハリウッド・ウォーク・オブ・フェーム上でスターの一人として彼の名が刻んである。

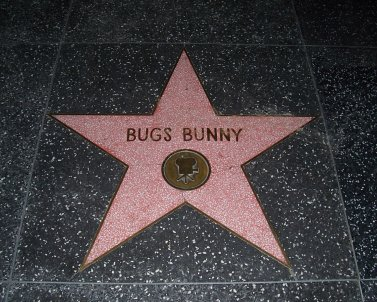
ハリウッド・ウォーク・オブ・フェーム

- 『バッグス・バニー・ショー』のオープニングでは、ダフィー・ダックと『オーバーチュア』を歌ってトゥイーティーたちと踊っていた。この番組の司会者は彼とダフィーであり、バッグスだけでやることもあった。
- 『ロジャー・ラビット』で、ミッキーマウスと共演を果たした。『スペース・ジャム』ではミッキーは登場しないものの、ミッキーの名前を出している。

## 出演作品

### 短編映画
- ポーキーのウサギ狩り（Porky's Hare Hunt、1938年）（ハッピー・ラビットとしての初出演作）
- それっ、やっ、はやがわり（Prest-O Change-O、1939年）
- ハーレム=スクラム（Hare-Um Scare-Um、1939年）
- Naughty Neighbors（1939年）（カメオ出演）
- カメラはもうこりごり（Elmer's Candid Camera、1940年）
- 野生のバニー（A Wild Hare、1940年）（バッグス・バニーとしての初出演作、1940年度アカデミー賞短編アニメーション部門ノミネート）
- だまされてポーキー（Patient Porky、1940年）（カメオ出演）
- Elmer's Pet Rabbit（1941年）
- カメ、ウサギに勝つ（Tortoise Beats Hare、1941年）
- Hiawatha's Rabbit Hunt（1941年）（1941年度アカデミー賞短編アニメーション部門ノミネート）
- イタズラなウサギ（The Heckling Hare、1941年）
- ウサギシチューはいかが（All This and Rabbit stew、1941年）
- ウハギのイタズア（Wabbit Twouble、1941年）
- Crazy cruise（1942年）（カメオ出演）
- バッグス・バニーと遺産相続（The Wabbit Who Came to Supper、1942年）
- Any Bonds Today?（1942年）（戦意高揚の為に特別に作られたプロパガンダ映画）
- バッグス・バニーと金鉱掘り（The Wacky Wabbit、1942年）
- Hold the Lion,Please（1942年）
- 間抜けなハゲタカ（Bugs Bunny Gets the Boid、1942年）
- お願い聞いて!（Flesh Hare、1942年）
- バッグス・バニーと催眠術（Hare-Brained Hypnotist、1942年）
- バニーと魔術師（Case of the Missing Hare、1942年）
- カメがうさぎを超えた日（Tortoise Winds by a Hare、1943年）
- スーパーウサギ（Super-Rabbit、1943年）
- Jack-Wabbit and the Beanstalk（1943年）
- porky pig's feat（1943年）（カメオ出演）
- ハワイアン・ウサギ（Wackiki Wabbit、1943年）
- 名曲の喧しい夕べ（A Corny Concerto、1943年）（The 50 Greatest Cartoons選定作品）
- バニーの大墜落（Falling Hare、1943年）
- やっかいな赤ずきん（Little Red Riding Rabbit、1944年）
- バニーにアカデミー賞を!（What's  Cookin' Doc?、1944年）
- バニーと熊の親子（Bugs Bunny and the 3 Bears、1944年）
- Bugs Bunny Nips the Nips（1944年）（戦意高揚の為に特別に作られたプロパガンダ映画。ニップは第二次大戦当時使われた日本人への蔑称）
- バニーの水中遊泳（Hare Ribbin'、1944年）
- 吹雪の夜の知恵くらべ（Hare Force、1944年）
- バニーは大どろぼう（Buckaroo Bugs、1944年）
- 未来のバニー（The Old Gray Hare、1944年）
- odor-able kitty （1945年）（カメオ出演）
- 総統と遭遇（Herr Meets Hare、1945年）
- The Unruly Hare（1945年）
- Hare Trigger（1945年）
- デパート戦争（Hare Conditioned、1945年）
- バニーのウサギ病（Hare Tonic、1945年）
- バッグスの野球狂時代（Baseball Bugs、1946年）
- バニーのホラー体験（Hair-Raising Hare、1946年）
- アクロバット・バニー（Acrobatty Bunny、1946年）
- ビッグ・スヌーズ（The Big Snooze、1946年）
- ラビット狂騒曲（Rhapsody Rabbit、1946年）
- The goofy gophers（1947年）（カメオ出演）
- バニーは都会っ子（A Hare Grows in Manhattan、1947年）
- 速すぎたバニー（Rabbit Transit、1947年）
- バニーのアルバイト（Easter Yeggs、1947年）
- 今夜のメニューは?（Slick Hare、1947年）
- 我が愛しのゴリラ（Gorilla My Dreams、1948年）
- 酋長のウサギ狩り（A Feather in His Hare、1948年）
- バニーと海賊サム（Buccaneer Bunny、1948年）
- 西部のバニー（Bugs Bunny Rides Again、1948年）
- バニーの宇宙旅行（Haredevil Hare、1948年）
- 脳に電気で能天気（Hot Cross Bunny1948年）
- 恋の爆弾ニンジン（Hare Spritter、1948年）
- バニーの魔法のランプ（A-Lad-In His Lamp、1948年）
- いとしのバニー（My Bunny Lies over the Sea、1948年）
- 劇場の大ハンティング（Hare Do、1949年）
- ミシシッピーバニー（Mississippi Hare、1949年）
- バニー断固抗議する（Rabel Rabbit、1949年）
- ホップ・ステップ・ザップン!（High Diving Hare、1949年）
- こんなん出てますバニー（Bowery Bugs、1949年）
- ハチャメチャコンサート（Long-Haired Hare、1949年）
- 対決!バニーVS.ナイト（Knights Must Fall、1949年）
- 恋のドッグレース（The Gray Hounded Hare、1949年）
- 赤頭巾ウサギに気をつけろ（The Windblown Hare、1949年）
- 南極への旅（Frigid Hare、1949年）
- バニーのジャングル体験(Which Is Witch、1949年）
- ラビット・フッド(Rabbit Hoodr、1949年）
- 夢は音楽家（Hurdy-Gurdy Hare、1950年）
- バニー号の反乱（Mutiny On The Bunny、1950年）
- 家なきウサギ（Homeless Hare、1950年）
- バッグスの大脱走(Big House Bunny、1950年)
- どったのセンセー?（What's Up, Doc?、1950年）
- 泣くなペンギン（8 Ball Bunny、1950年）
- シャル・ウィ・スクエア・ダンス（Hillbilly Bunny、1950年）
- バッグスの独立戦争（Bunker Hill Bunny、1950年）
- バッグス オーストラリアへ行く（Bushy Hare、1950年）
- セビリアのラビット理髪師（Rabbit of Seville、1950年）（The 50 Greatest Cartoons選定作品）
- 新大陸を見つけよう!（Hare We Go、1951年）
- 月曜日にはウサギを（Rabbit Every Monday、1951年）
- バッグス、リングで燃えろ（Bunny Hugged、1951年）
- マイホームは誰のもの（The Fair-Haired Hare、1951年）
- 標的は誰だ（Rabbit Fire、1951年）
- 料理の達人（French Rarebit、1951年）
- 地球サイズの大スター（His Hare-Raising Tale、1951年）
- 新市長は誰だ（Ballot Box Bunny、1951年）
- オレがスターだ（Big Top Bunny、1951年）
- コヨーテ 天才の証明（Operation: Rabbit、1952年）
- どっちがうわて?（Foxy by Proxy、1952年）
- ここ掘れゴールド（14 Carrot Rabbit、1952年）
- 雨の日の悪夢Water, Water Every Hare、1952年）
- 約1匹ワンちゃん（The Hasty Hare、1952年）
- ちゃっかりウサギ狩り（Rabbit Seasoning、1952年）（The 50 Greatest Cartoons選定作品）
- 恐怖のティータイム（Rabbit's Kin、1952年）
- 悲しきハイジャッカー（Hare Lift、1952年）
- 進め三月ウサギ（Forward March Hare、1953年）
- カモにされたカモ（Duck Amuck、1953年）（カメオ出演）（アメリカ国立フィルム登録簿登録作品、The 50 Greatest Cartoons選定作品）
- 危険な勝利（Upswept Hare、1953年）
- サムと共に去りぬ（Southerm Fried Rabbit、1953年）
- グラニーを救え（Hare Trimmed、1953年）
- オーレ!!は闘牛ウサギ（Bully for Bugs、1953年）
- 何のシーズン?（Duck! Rabbit, Duck!、1953年）
- 巨大な国のバッグス（Lumber Jack-Rabbit、1953年）（3D作品）
- ウサギ退治ロボ（Robot Rabbit、1953年）
- バッグス対海賊サム（Captain Hareblower、1954年）
- バニーよ、銃をとれ（Bugs and Thugs、1954年）
- 立ち退き戦争（No Parking Hare、1954年）
- デビル参上（Devil May Hare、1954年）
- 魔女にイチコロ（Betwitched Bunny、1954年）
- バニーのアメリカ旅行（Yankee Doodle Bugs、1954年）
- ドロボ～ベイビー（Baby Buggy Bunny、1954年）
- ダックと豆の木（Beanstalk Bunny、1955年）
- サハラでハラハラ（Sahara Hare、1955年）
- エルマー、バニーになる!?（Hare Brush、1955年）
- ウサギにうさばらし（Rabbit Rampage、1955年）
- これも人生?（This Is a Life?、1955年）
- 恐怖の館（Hyde and Hare、1955年）
- 中世の悪夢（Knight-Mare Hare、1955年）
- ローマのレギオンウサギ(Roman Legion-Hare、1955年)
- 変身大作戦（Bugs' Bonnets、1956年）
- 醜いのがお好き（Broom-Stick Bunny、1956年）
- ラビットソン・クルーソー（Rabbitson Crusoe、1956年）
- ナポレオンVSバッグス（Napoleon Bunny-Part、1956年）
- 荒野の一匹ウサギ（Barbary Coast Bunny、1956年）
- 旅は道づれ（Haif-Fare Hare、1956年）
- スターはつらいよ（A Star Is Bored、1956年）
- テレビで仕返し（Wideo Wabbit、1956年）
- バニーとコヨーテ（To Hare Is Human、1956年）
- アリババ・バニー（Ali Baba Bunny、1957年）
- デビルににらまれたウサギ（Bedeviled Rabbit、1957年）
- 登山でさんざん（Piker's Peak、1957年）
- オペラ座の狩人（What's Opera Doc?、1957年）（アメリカ国立フィルム登録簿登録作品、The 50 Greatest Cartoons選定作品）
- 犯人は半人前（Bugsy and Mugsy、1957年）
- ショービズはキビシ（Show Biz Bugs、1957年）
- バニー結婚決まる!?（Rabbit Romeo、1957年）
- 夫婦でウルフ（Hare-Less Wolf、1958年）
- マーヴィン・アタック（Hare-Way to the Stars、1958年）
- 珍赤頭巾ちゃん（Now Hare This、1958年）
- 歌う剣を取り戻せ（Knighty Knight Bugs、1958年）（1958年度アカデミー賞短編アニメーション部門授賞作品）
- エルマー原人ルーツをさぐる（Pre-Hysterical Hare、1958年）
- ハエと奏でるクラシック（Buton Bunny、1959年）
- 芸の道はキビシイ～（Hare-Abian Nights、1959年）
- 赤ちゃんにご用心（Apes of Wrath、1959年）
- バッグスのオザーク山の一日（Backwoods Bunny、1959年）
- ガマンのガンマン（Wild and Wolly Hare、1959年）
- さすらいの成金ウサギ（Bonanza Bunny、1959年）
- 魔女はジュリエット?（A Witch Tangled Hare、1959年）
- バニーな人々（People Are Bunny、1959年）
- 平和大好き!（Horse Hare、1960年）
- インタビュー・ウィズ・バッグスバニー（Person to Bunny、1960年）
- 天才コヨーテ三たびあらわる（Rabbit's Feat、1960年）
- 禁じられた叫び（From Hare to Heir、1960年）
- 宇宙戦士!ヨセミテ・サム（Lighter Than Hare、1960年）
- 恐怖の雪男（The Abominable Snow Rabbit、1961年）
- 不屈の男天才コヨーテ（Compressed Hare、1961年）
- ヨセミテ・バイキング（Prince Violent（劇場公開版）、Prince Varmnit（テレビ版）、1961年）
- もっとウォーター!（Wet Hare、1962年）
- 究極のメニュー（Bill of Hare、1962年）
- 王様の料理人（Shishkabugs、1962年）
- エンマ・サム大王（Devil's Feud Cake、1963年）
- 早とちりの百万（The Million Hare、1963年）
- バニー、ロードランナーになる!!（Hare-Breadth Hurry、1963年）
- 捜査官の悩み（The Unmentionables、1963年）
- マッド・バッグス（Mad as a Mars Hare、1963年）
- 恐怖のお化けやしき（Transylvania 6-5000、1963年）
- バニーとサムの1917（Dumb Patro、1964年）
- デビル博士とバニー氏（Dr.Devil and Mr. Hare、1964年）
- 取れぬウサギの皮算用（The Iceman Ducketh、1964年）
- 危険なお誘い（False Hare、1964年）
- キネマ・パニック（Box Office Bunny、1991年）
- キャロットブランカ（Carrot Branca、1995年）
- 宝の箱でお払い箱（From Hare to Eternity、1996年）

### テレビスペシャル
- バッグス・バニーのクリスマス（Bugs Bunny's Looney Christmas Tales、1979年）

### 長編映画
- ロジャー・ラビット（Who Framed Roger Rabbit、1988年）（ディズニー映画（カメオ出演）ミッキーマウスと共演している。）
- グレムリン2 新・種・誕・生 (Gremlins 2: The New Batch、1990年)（カメオ出演）
- スペース・ジャム（Space Jam、1996年）
- ルーニー・テューンズ:バック・イン・アクション（Looney Tunes: Back in Action、2003年）
- スペース・プレイヤーズ（Space Jam: A New Legacy、2021年）

### テレビ放送
- タイニー・トゥーンズ（Tiny Toon Adventures、1990年 - 1995年）
- ベビー・ルーニー・テューンズ（Baby Looney Tunes、2002年 - 2006年）
- ルーニー・テューンズ・ショー（The Looney Tunes Show、2011年 - 2014年）
- バッグス! ルーニー・テューンズ・プロダクション（Wabbit!、2015年 - 2020年）
- ルーニー・テューンズ・カートゥーンズ（Looney Tunes Cartoons、2020年 - 2024年）
- バッグス・バニー ビルダーズ（Bugs Bunny Builders、2022年 - ）

## キャスト

### 英語版
1938年から1989年までは、メル・ブランクが演じた。
ブランクの死後はジェフ・バーグマン、ビリー・ウェスト、グレッグ・バーソン、エリック・バウザが担当。1990年代後半から2016年まではジョー・アラスキーが演じることが多い。
『ベビー・ルーニー・テューンズ』ではサムエル・ビンセントが演じた。
『スペース・プレイヤーズ』ではジェフ・バーグマンが演じた。

### 日本語版
| 吹き替え声優             | 担当時期          | 担当作品                                                                                          | 備考                                     |
| ------------------------ | ----------------- | ------------------------------------------------------------------------------------------------- | ---------------------------------------- |
| 横山道代（現：横山通乃） | 1961年 - 1964年   | バックス・バニー劇場                                                                              |                                          |
| 久里千春                 | 1961年 - 1964年   | バックス・バニー劇場                                                                              |                                          |
| 中村メイコ               | 1961年 - 1964年   | バックス・バニー劇場                                                                              |                                          |
| 高橋和枝                 | 1972年            | マンガ大作戦                                                                                      |                                          |
| 富山敬                   | 1980年代 - 1993年 | ヘラルド・ポニー版 バッグス・バニーのぶっちぎりステージ スピルバーグのアニメ タイニー・トゥーン』 | [ 5 ] [ 6 ]                              |
| 山口勝平                 | 1996年 - 継続中   | ルーニー・テューンズ                                                                              |                                          |
| 鈴木勝美                 | 1997年            | ロジャー・ラビット                                                                                | ただし機内上映版では、富山敬も存在する。 |
| 山崎たくみ               | 1990年代          | IVCの「アンティーク・アニメ・コレクション」                                                       |                                          |
| 不明                     | ?                 | Kid Pics「世界のアニメ傑作集（3）「おかしなおかしなバッグス・バーニー（Falling Hare）」           |                                          |
| 古谷徹                   | 1980年代          | 大陸書房版の「ピラミッド名作アニメシリーズ バックス・バニー」                                     |                                          |

## B-25ギャラリー

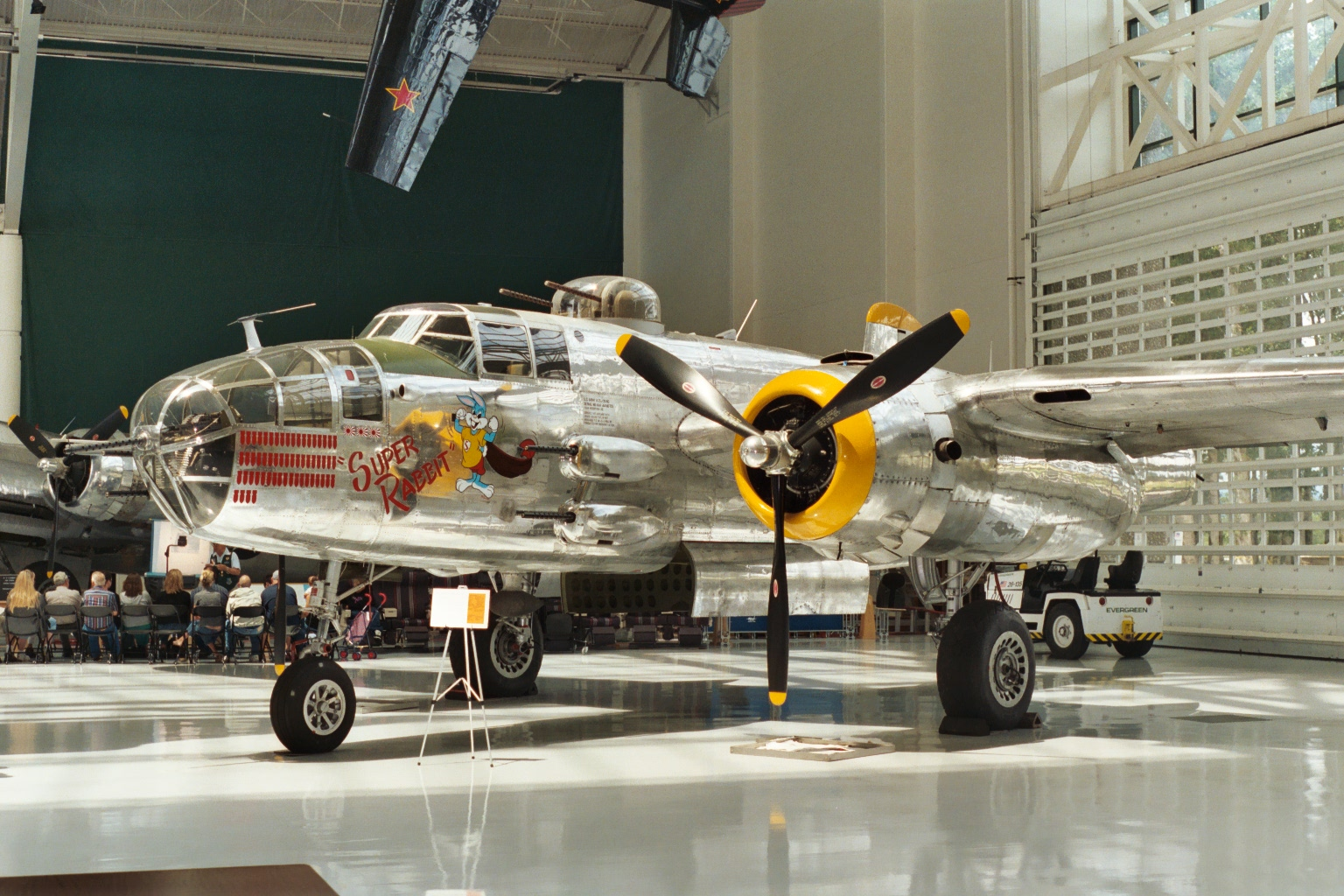
エバーグリーン航空博物館のB-25ミッチェル爆撃機
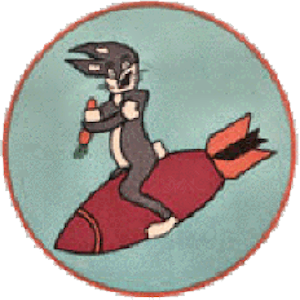
第97爆撃飛行隊（英語版）エンブレム
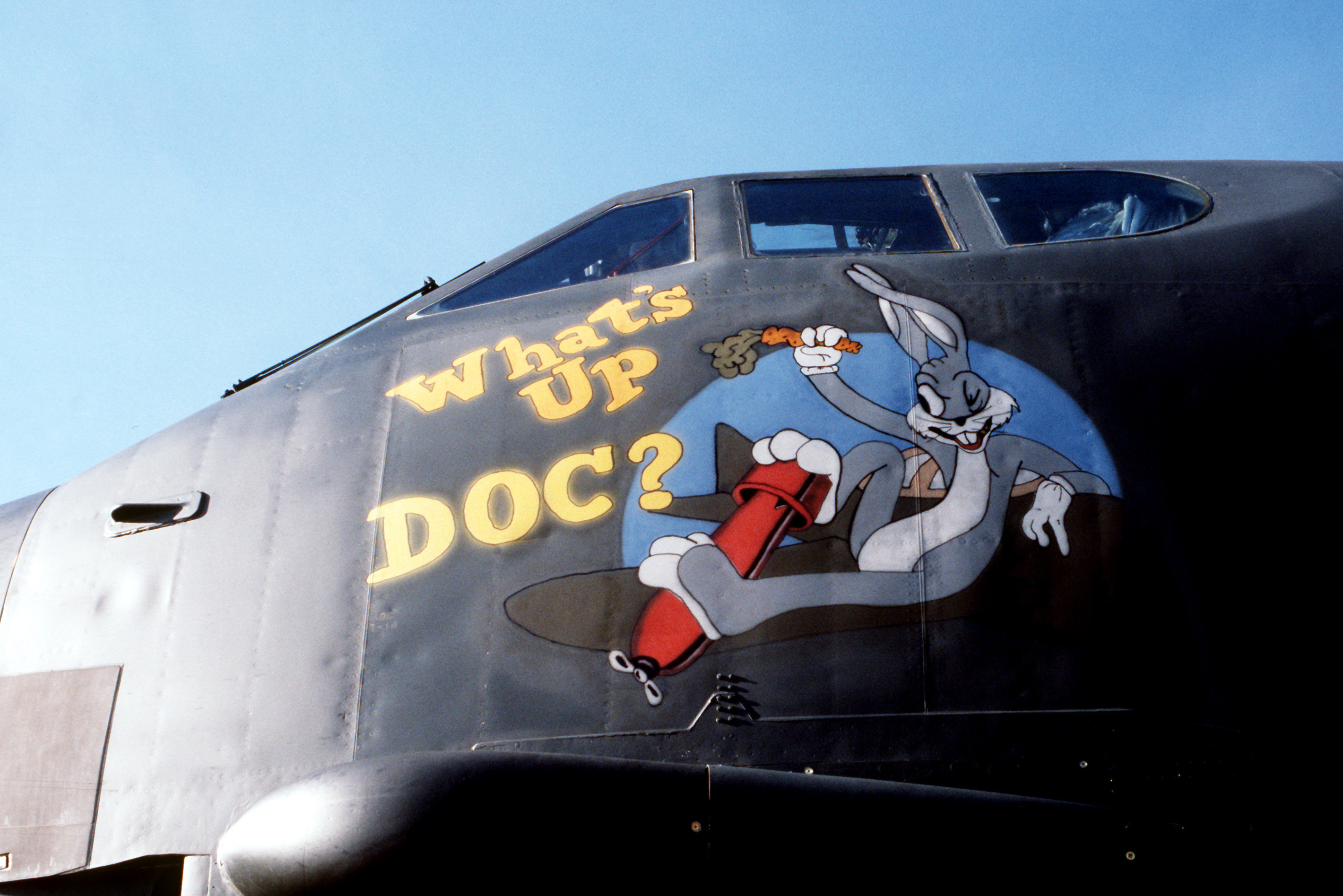
第379爆撃飛行隊
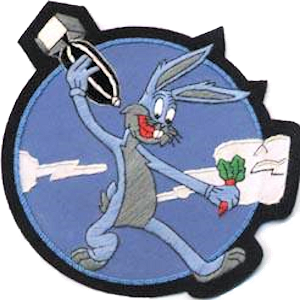
第486爆撃飛行隊（英語版）
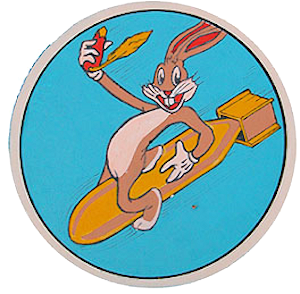
第530爆撃飛行隊（英語版）
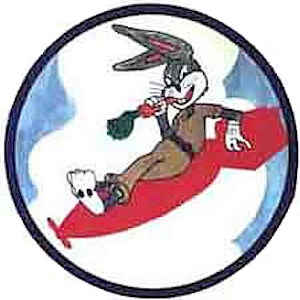
第575爆撃飛行隊（英語版）
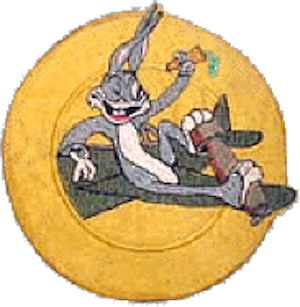
第597爆撃飛行隊（英語版）
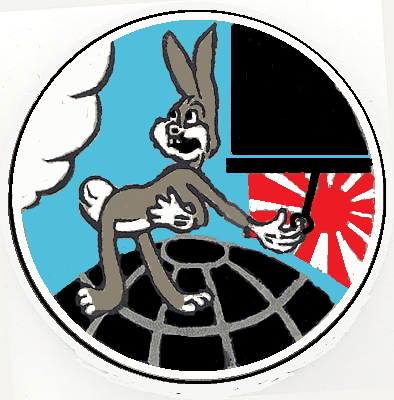
第881爆撃飛行隊（英語版）

## コピーライトについて
現行のアメリカ合衆国の著作権法下では、バッグス・バニーは2033年から2035年の間にパブリックドメイン入りすることになっている。